# 国民歌謡
『国民歌謡』（こくみんかよう）は、戦前の1936年から1941年の期間、月曜から土曜の午後0時35分から5分間、新しく作った曲を1週間連続して流した、日本のラジオ番組である。今日のヘビーローテーションに当たる。
後番組は、1941年2月12日から同年12月8日の期間は名前が「われらのうた」と変わり、さらにその後の、1945年8月15日までは「国民合唱」となり、戦後は「ラジオ歌謡」となった。

## 概要
1936年当時は「エログロナンセンス」と呼ばれる時代であり、歌謡曲においても「エロ歌謡」と呼ばれるジャンルが流行していた。
これに対し、JOBK（現在のNHK大阪放送局）を中心に開始された。この試みは成功し、『椰子の実』（1936年）などのヒット曲が多数生まれた。
国民精神総動員、日中戦争の勃発（1937年）などに伴い、次第に戦時色の強い「戦時歌謡」が増加。戦時体制を翼賛するためのプロパガンダ番組へと展開していく。

## 歴史

### 新歌謡曲
1936年4月29日の午後2時15分から50分までの35分間、JOBK（大阪放送局）は「新歌謡曲」という番組を、桃谷演奏所から全国放送した。この番組の発案者は、当時JOBKの文芸課長であった奥屋熊郎で、その主旨は「家庭で歌える流行歌を独自に作ろう」というものであった。
放送した曲目は、「夜明けの唄」、「防人のうた」、「早春の物語」、「乙女の唄」、「心のふるさと」、「野薔薇の歌」、「希望の船」、「旅から旅へ」、「日本よい国」の9曲。初めの3曲を奥田良三、後の4曲を関種子が歌ったが、後の曲は時間がなく放送できなかった。この曲は、このために作られた新しい曲であった。
第2回は、同年5月17日午後8時15分から20分間全国放送された。曲目は、「祖国の愛」、「ヨットの唄」、「若き妻」、「娘田草船」、「若葉のハイキングに」と前回放送できなかった「日本よい国」であった。唄は、内本実、四家文子が歌った。ところがこの時も時間の都合で、「日本よい国」が放送できなかった。当時は、まだ支那事変（日中戦争）前で、政治色はこれ以降の曲と比べて控えめである。

### 国民歌謡
前述した「新歌謡曲」の放送の成功を受け、JOBKはこの番組を定期放送することとなった。その際、「新歌謡曲」に代わる良い名称はないかと考えたが、あまり良い案が出ず、「国民歌謡」ということに落ち着いた。
初回の放送はJOBK大阪放送局より、1936年6月1日の午後0時35分から始まった。月曜から土曜の5分番組としてのスタートであった。この時になってようやく、「日本よい国」（作詞・今中楓渓、作曲・服部良一）が放送された。
定期放送第一週「日本よい国」の後、6月8日からの第二週は詩吟の放送であったが、6月15日からの第三週は、島崎藤村作詞の「朝」となっていた。定期放送になって初めてJOAK（東京中央放送局）が制作した曲で、歌唱は、テノール歌手永田絃次郎が行った。これが、国民歌謡のヒット曲第一号となった。それからも定期的に「朝」を放送し、普及に努めた。
国民歌謡は同じ曲を何度も取り上げるのが特徴で、1940年までに、国民歌謡で放送された同曲を歌ったのは永田絃次郎、オリオンコール、青山薫、日置静、奥山良三、阿部幸次、鈴木秀雄、吉村寿、藤山一郎、大阪放送合唱団、嘉納愛子、ルナ・オリオンコール、ブリランテ混声合唱団、ユーフォニック、柴田睦陸、日本放送合唱団、蒋玉柞ら17組に及んだ。
「朝」に続くJOAKが作ったヒット曲は、同じく島崎藤村作詞の「椰子の実」で、7月13日から放送された。この曲を最初に歌ったのが東海林太郎で、今までクラシック系の歌手を起用していた国民歌謡としては斬新な試みであった。また、流行歌歌手の登場も初めてのことであった。この曲も多くの歌手によって歌われ、二葉あき子、関種子、松田トシら数十名の歌手に及んだ。

#### 1936年
1936年10月20日付けで、「国民歌謡選曲集」という楽譜が発売された。「心のふるさと」、「祖国の柱」といった曲を収録している。
第二集から「国民歌謡」と改題され、二曲収録の物が月に一冊から三冊のペースで発行された。
当時日本ビクター顧問だった長田幹彦は、「ああいった所謂健全な流行歌を何十万何百万となくプレスして市場へ送り出しているが,いずれも返品となって倉庫へ逆流してきて,今では持て余されている状態」と述べている。

#### 1937年
1937年になると、JOBKも新しい曲をヒットさせた。新年早々に出した「月の出島」が好評で、これは佐藤惣之助の詩に内田元が曲を付けたものである。内田は続いて、「春の唄」を作曲した。3月1日から月村光子の歌で放送され、喜志邦三の詩もよかったため、多くの人々に愛唱されヒットした。
JOAKでは、「牡蠣の殻」の評判がよかったが、やはり「新鉄道唱歌」（作詞・土岐善麿、作曲・堀内敬三）が一番であった。鉄道唱歌といえば、明治に作られた「汽笛一声新橋を・・」を思い浮かべるが、いつまでも明治ではと、現代のモダンな鉄道を歌おうと作られたものである。5月3日から、加藤梅子（由利あけみ）と中野忠晴の歌で放送された。
当初は「新鉄道唱歌」として放送されたのだが、好評であったため続編を数々作った。曲は同じで詞が違うというものである。西條八十作詞の「東海道編」、佐佐木信綱作詞の「伊勢路」、「尾張、美濃、近江路」、与謝野晶子作詞の「近畿」、翌年には杉山長谷夫が新しく曲を付け、「上野－仙台」、土井晩翠が「高崎－直江津」、相馬御風が「直江津－金沢」を作詞している。
1937年7月7日に盧溝橋事件が起こると、歌の世界もしだいに戦時色が濃くなり、戦時歌謡の方向へ曲げられ始める。それは、国民歌謡が誕生してわずか1年のことであった。
8月23日から放送した「千人針」もこうした例の一つである。この千人針は、作詞のサトウハチローがポリドール専属、作曲の乗松昭博がビクター専属と会社が違うためレコードは製作されなかった。そこでポリドールは、長津義司が似たような曲を付け、関種子の歌でレコード発売した。ビクターは、佐伯孝夫が別の詩を付け、「街の千人針」と題し、江戸川蘭子の歌でレコード発売されている。
同年、12月27日からは「愛国行進曲」が放送された。この曲はJOBK、JOAKが作った曲ではなく、内閣情報部が選定し、放送されたものである。この曲は、各レコード会社から発売されている。
戦時中とあれ、戦時歌謡ばかりという訳ではなく、10月18日からJOBKで放送した「愛国の花」（作詞・福田正夫、作曲・古関裕而）のように、渡辺はま子の歌で広く愛唱された曲もある。この年の国民歌謡は、午後0時23分から7分間に2曲聞かせる形の放送に変更していた。この時に放送されたのが、「海ゆかば」であった。

#### 1938年
1938年になると、国民歌謡は、昼の番組から夜の番組に変わった。番組としては、昇格というかたちであった。
1月5日の午後7時30分から、「国民唱歌」という番組が放送された。東京シンフォニック・オーケストラの歌で、「金塊集より」、「子等を思う歌」、「戦勝の春」、「愛国行進曲」の4曲が登場した。
そして、10日から同じ時間帯で10分間、「国民唱歌」という題で、「愛国行進曲」の指導が始まった。まるで、「国民歌謡」が「国民唱歌」という題に変わったようであるが、31日からまた「国民歌謡」に戻った。この番組は2月7日に終了した。しかし、2月11日、20日にはまた「国民唱歌」が放送されている。そして、22日から、国民歌謡のレギュラーが再開した。

#### 1939年
1939年には、夜番組になって聴取率が上がった弊害が出た。緊急番組のためしばしば放送が中止になってしまったのである。
割り込んでくる番組は、軍人や役人の講演が多かった。そこで考えられたのが、第二放送を行うということである。これは、1月6日から実行された。第二放送の併用は国民歌謡が終了するまで続けられた。

#### 1940年
1940年にもなると、もはや国民歌謡の当初の主旨は影を潜め、戦争遂行のための新体制を称えるものや、国民を陽動させるような歌を偏重するかたちとなっていった。
その中でもそうでないのが、「隣組」というユニークな曲である。新体制によって隣組が組織され、その宣伝のために作られたような歌であるが、「トントントンカラリと隣組」という岡本一平の詩がコミカルで、飯田信夫の曲も明るく、歌唱した徳山璉の声もマッチしていた。国民歌謡からの久々のヒットであった。

#### 1941年
1941年1月27日からは、「めんこい仔馬」が放送された。東宝映画「馬」の挿入歌として作られたものであるが、映画では使われず、国民歌謡として松原操が歌い、レコードには二葉あき子、高橋祐子が吹き込み、ヒットした。
しかし、国民歌謡の新曲はこの「めんこい仔馬」が最後であった。放送は、2月7日の「歩くうた」を最後に、国民歌謡は5年足らずで幕を閉じた。その後は、「われらのうた」として復活するが、これはもはや国民歌謡の枠を超越したものであった。

## 放送された曲
| 放送年 | 放送日   | 曲名                                     | 放送時の歌手                           |
| ------ | -------- | ---------------------------------------- | -------------------------------------- |
| 1936年 | 4月29日  | 夜明けの唄                               | 奥田良三                               |
| 1936年 | 4月29日  | 防人のうた                               | 奥田良三                               |
| 1936年 | 4月29日  | 早春の物語                               | 関種子                                 |
| 1936年 | 4月29日  | 乙女の唄                                 | 関種子                                 |
| 1936年 | 4月29日  | 心のふるさと                             | 関種子                                 |
| 1936年 | 4月29日  | 野薔薇の歌                               | 関種子                                 |
| 1936年 | 4月29日  | 希望の船                                 | 関種子                                 |
| 1936年 | 4月29日  | 旅から旅へ                               | 奥田良三                               |
| 1936年 | 5月17日  | 祖國の愛                                 | 内本實                                 |
| 1936年 | 5月17日  | ヨットの唄                               | 内本實                                 |
| 1936年 | 5月17日  | 若き妻                                   | 内本實                                 |
| 1936年 | 5月17日  | 娘田草船                                 | 四家文子                               |
| 1936年 | 5月17日  | 若葉のハイキング                         | 内本実、四家文子                       |
| 1936年 | 6月1日   | 日本よい國                               | 奥田良三                               |
| 1936年 | 6月15日  | 朝                                       | 永田絃次郎                             |
| 1936年 | 7月13日  | 椰子の實                                 | 東海林太郎                             |
| 1936年 | 7月20日  | 光は東方より                             | 東京リーダー・ターフェル・フェライン   |
| 1936年 | 7月20日  | 愛國機                                   | 東京リーダー・ターフェル・フェライン   |
| 1936年 | 7月27日  | オリンピック派遣選手応援歌『走れ大地を』 | 川崎豊                                 |
| 1936年 | 7月27日  | あげよ日の丸                             | 川崎豊                                 |
| 1936年 | 7月29日  | 起てよ若人                               | 川崎豊                                 |
| 1936年 | 8月8日   | 朝顔の唄                                 | 四家文子                               |
| 1936年 | 8月31日  | 我が家の唄                               | 井上ケイ子                             |
| 1936年 | 9月7日   | 海の旅人                                 | 大阪放送合唱団                         |
| 1936年 | 9月21日  | 嫁ぐ日近く                               | 月村光子                               |
| 1936年 | 9月21日  | 祖國の柱                                 | 内田榮一                               |
| 1936年 | 9月28日  | 日本よい國                               | 林伊佐緒、松島詩子                     |
| 1936年 | 10月2日  | 邦人一如の歌                             | 伊藤武雄                               |
| 1936年 | 10月5日  | おお大和撫子                             | 阿部幸次                               |
| 1936年 | 10月26日 | 落葉松                                   | 滝田菊江                               |
| 1936年 | 11月16日 | 朝霧夜霧                                 | 大阪放送合唱団                         |
| 1936年 | 11月23日 | 希望の乙女                               | 関種子                                 |
| 1936年 | 11月23日 | 心の子守唄                               | 関種子                                 |
| 1936年 | 12月21日 | 願い                                     | 大和田愛羅                             |
| 1936年 | 12月21日 | 野ゆき山ゆき                             | 大和田愛羅                             |
| 1937年 | 1月4日   | 日の出島                                 | 内田榮一                               |
| 1937年 | 1月11日  | 國旗掲揚の歌                             | 木下保                                 |
| 1937年 | 1月11日  | 白すみれ                                 | 平井美奈子                             |
| 1937年 | 1月18日  | スキーの唄                               | 楠木繁夫                               |
| 1937年 | 2月1日   | ふるさとの                               | 三浦静子                               |
| 1937年 | 2月8日   | むかしの仲間                             | 奥田良三                               |
| 1937年 | 3月1日   | 春の唄                                   | 月村光子                               |
| 1937年 | 3月8日   | 牡蠣の殻                                 | 立松房子                               |
| 1937年 | 4月19日  | 總選擧（総選挙）の歌                     | オリオンコール                         |
| 1937年 | 4月26日  | 靖國神社の歌                             | 東京リーダー・ターフェル・フェライン   |
| 1937年 | 4月27日  | 靖國神社の歌                             | 東京リーダー・ターフェル・フェライン   |
| 1937年 | 4月28日  | 靖國神社招魂祭の歌                       | 東京リーダー・ターフェル・フェライン   |
| 1937年 | 4月30日  | 招魂祭に                                 | 小森智慧子                             |
| 1937年 | 5月3日   | 新鐵道唱歌                               | 中野忠晴、由利あけみ                   |
| 1937年 | 5月20日  | 村の少女                                 | 関種子                                 |
| 1937年 | 5月20日  | 炉邊（辺）の歌                           | 内田榮一                               |
| 1937年 | 5月20日  | 母の歌                                   | 関種子                                 |
| 1937年 | 5月20日  | 奥の細道                                 | 内田榮一                               |
| 1937年 | 5月31日  | 新鐵道唱歌（東海道）                     | ヴォーカルフォア合唱団                 |
| 1937年 | 6月1日   | 航空愛國の歌                             | ヴォーカルフォア合唱団                 |
| 1937年 | 6月14日  | Aの字の歌                                | 平井英子                               |
| 1937年 | 6月21日  | 筏流し                                   | 徳山璉                                 |
| 1937年 | 6月21日  | 母恋し                                   | 佐藤千夜子                             |
| 1937年 | 6月28日  | 新鐵道唱歌（伊勢路）                     | オリオンコール                         |
| 1937年 | 7月5日   | 乙女の春                                 | 三浦静子                               |
| 1937年 | 7月12日  | 旅人                                     | 木下保                                 |
| 1937年 | 7月12日  | 新鐵道唱歌（尾張 美濃 近江路）           | 木下保                                 |
| 1937年 | 7月19日  | 護れわが空                               | 藤堂顕一郎                             |
| 1937年 | 8月1日   | 山は呼ぶ、野は呼ぶ、海は呼ぶ             | 外山国彦                               |
| 1937年 | 8月15日  | 征けよますらお                           | 阿部幸次                               |
| 1937年 | 8月15日  | 航空決死兵                               | 関種子                                 |
| 1937年 | 8月16日  | 新鐵道唱歌（近畿）                       | ユーフォニックコーラス                 |
| 1937年 | 8月23日  | 爆發点盧溝橋                             | サンマルテ合唱団                       |
| 1937年 | 8月23日  | 千人針                                   | サンマルテ合唱団                       |
| 1937年 | 8月29日  | 愛の千人針                               | 井崎喜代子                             |
| 1937年 | 9月6日   | 北平入城                                 | 永田絃次郎                             |
| 1937年 | 9月6日   | 征けよつわもの                           | 永田絃次郎                             |
| 1937年 | 9月12日  | 防護團團歌                               | オリオンコール                         |
| 1937年 | 9月12日  | 空軍の花                                 | オリオンコール                         |
| 1937年 | 9月21日  | 少年航空兵                               | 月村光子                               |
| 1937年 | 9月25日  | 沈黙の凱旋に寄す                         | 月村光子                               |
| 1937年 | 9月27日  | 無敵立體戰（呉淞陥落）                   | 東京リーダー・ターフェル・フェライン   |
| 1937年 | 9月27日  | 守れ空を                                 | 東京リーダー・ターフェル・フェライン   |
| 1937年 | 10月4日  | 送別歌                                   | 牧瀬数江、芹川愛子                     |
| 1937年 | 10月11日 | 利鎌の光                                 | 四家文子                               |
| 1937年 | 10月18日 | 愛國の母                                 | 四家文子                               |
| 1937年 | 10月18日 | 戰勝の歌                                 | 東海林太郎                             |
| 1937年 | 10月31日 | みのり                                   | 船越富美子                             |
| 1937年 | 10月31日 | のぞみ                                   | 船越富美子                             |
| 1937年 | 10月31日 | まどい                                   | 船越富美子                             |
| 1937年 | 11月1日  | かもめ                                   | 奥田良三                               |
| 1937年 | 11月1日  | 降魔の利剣                               | 奥田良三                               |
| 1937年 | 11月15日 | 時雨                                     | 中村淑子                               |
| 1937年 | 11月15日 | 勝って兜の                               | ヴォーカルフォア合唱団                 |
| 1937年 | 11月22日 | 海ゆかば                                 | 松山芳野里                             |
| 1937年 | 12月4日  | その火絶やすな                           | 阿部幸次                               |
| 1937年 | 12月6日  | 國民精神の歌                             | オリオンコール                         |
| 1937年 | 12月13日 | 南京にあがる凱歌                         | 内田榮一                               |
| 1937年 | 12月27日 | 愛國行進曲                               | 東京リーダー・ターフェル・フェライン   |
| 1938年 | 1月5日   | 金塊集より（山はさけ）                   | 東京シンフォニック・コーラス           |
| 1938年 | 1月5日   | 子等を思う歌                             | 東京シンフォニック・コーラス           |
| 1938年 | 1月5日   | 戰勝の春                                 | 東京シンフォニック・コーラス           |
| 1938年 | 1月6日   | 黎明東亞曲                               | 四家文子                               |
| 1938年 | 2月7日   | 月の夜更けに                             | 鈴木富美子                             |
| 1938年 | 2月20日  | 軍國子守唄                               | 四家文子                               |
| 1938年 | 3月18日  | 平和なる村                               | 奥田良三                               |
| 1938年 | 3月18日  | 春を待つ                                 | 西川温子                               |
| 1938年 | 3月18日  | ことしの櫻                               | 西川温子                               |
| 1938年 | 4月15日  | 日本刀の歌                               | 浅野常七                               |
| 1938年 | 4月16日  | 皇御國                                   | ヴォーカルフォア合唱団                 |
| 1938年 | 4月26日  | 新鐵道唱歌（上野－仙台）                 | ヴォーカルフォア合唱団                 |
| 1938年 | 5月18日  | 子守唄                                   | 谷口露子                               |
| 1938年 | 5月18日  | 若葉の歌                                 | ホワイト合唱団                         |
| 1938年 | 5月20日  | 徐州陥落                                 | オリオンコール                         |
| 1938年 | 6月6日   | 新鐵道唱歌（高崎－直江津）               | 鉄道省混声合唱団                       |
| 1938年 | 6月27日  | 昼                                       | 永田絃次郎                             |
| 1938年 | 7月13日  | 航空唱歌（東京－大阪）                   | リーゼル・グルッペ                     |
| 1938年 | 7月13日  | グライダー日本                           | リーゼル・グルッペ                     |
| 1938年 | 7月25日  | 黎明勤勞の歌                             | 豊島珠江                               |
| 1938年 | 8月16日  | 遂げよ聖戰                               | 大阪放送合唱団                         |
| 1938年 | 8月23日  | 萬歳ヒットラーユーゲント                 | 大日本連合青年団                       |
| 1938年 | 9月19日  | 航空唱歌（東京－新京）                   | 東京瓦斯電気工業合唱団                 |
| 1938年 | 10月3日  | 國こぞる                                 | 大日本連合女子青年団                   |
| 1938年 | 10月10日 | 大日本の歌                               | 三越バサニア合唱団                     |
| 1938年 | 10月18日 | 傷痍の勇士                               | 大阪放送合唱団                         |
| 1938年 | 10月31日 | 新鐵道唱歌（直江津－金澤）               | 鉄道省混声合唱団                       |
| 1938年 | 11月8日  | 國に誓う                                 | ヴォーカルフォア合唱団                 |
| 1938年 | 11月21日 | 白百合                                   | 髙島屋女子合唱団                       |
| 1938年 | 12月5日  | 職場の歌（女子用）                       | 大阪放送合唱団                         |
| 1938年 | 12月19日 | 大建設の歌                               | ユーフォニックコーラス                 |
| 1939年 | 1月23日  | 愛馬進軍歌                               | 帝都男声合唱団                         |
| 1939年 | 1月30日  | ヒュッテの一夜                           | 青山学院グリークラブ                   |
| 1939年 | 2月13日  | 振え日本國民                             | 東京市教員合唱団                       |
| 1939年 | 3月6日   | 事變（変）下に陸軍記念日を迎う           | ユーフォニックコーラス                 |
| 1939年 | 3月13日  | 大陸日本の歌                             | 菌田誠一（北原白秋作詞、山田耕筰作曲） |
| 1939年 | 3月14日  | 國土                                     | 平井美奈子                             |
| 1939年 | 3月14日  | 農民の歌                                 | 菌田誠一                               |
| 1939年 | 3月16日  | われらおみなは                           | 平井美奈子                             |
| 1939年 | 3月17日  | 男海ゆく                                 | 菌田誠一（土岐善麿作詞、堀内敬三作曲） |
| 1939年 | 3月18日  | こどもの報告                             | 平井美奈子                             |
| 1939年 | 4月10日  | 日章旗を仰いで                           | JOBK唱歌隊女声部                       |
| 1939年 | 4月17日  | 曠野の開發                               | アンサンブル・シェーン                 |
| 1939年 | 4月24日  | 戰友の英霊を弔う                         | 内田榮一                               |
| 1939年 | 4月24日  | 戰死者をまつる歌                         | 内田榮一                               |
| 1939年 | 5月1日   | 山杜鵑（）                               | 石楠花合唱団                           |
| 1939年 | 5月8日   | 太平洋行進曲                             | JOBK唱歌隊男声部                       |
| 1939年 | 5月22日  | 輝く海軍記念日                           | 鉄道省混声合唱団                       |
| 1939年 | 5月29日  | 囀り                                     | 東横百貨店女声合唱団                   |
| 1939年 | 6月12日  | 潮音                                     | あかしあ会                             |
| 1939年 | 7月3日   | 聖戰第二周年を迎う                       | 国立混声合唱団                         |
| 1939年 | 7月10日  | 大日本傷痍軍人歌                         | 臨時東京第一陸軍病院傷痍軍人           |
| 1939年 | 7月17日  | 防空青年の歌                             | 永田絃次郎                             |
| 1939年 | 8月14日  | 軍国登山の歌                             | アンサンブル・シェール                 |
| 1939年 | 8月21日  | 戦車隊戰車隊の歌                         | 内田榮一                               |
| 1939年 | 8月21日  | 戰車兵の歌                               | 内田榮一                               |
| 1939年 | 8月28日  | 大槻一等水兵                             | オリオンコール                         |
| 1939年 | 9月1日   | 興亞奉公の歌                             | オリオンコール                         |
| 1939年 | 9月11日  | 滿州事變八周年記念歌                     | JOBK唱歌隊男声部                       |
| 1939年 | 9月25日  | くろがねの力                             | アイラ・コール                         |
| 1939年 | 10月2日  | 銃後の日本大丈夫                         | 四つ葉会合唱団                         |
| 1939年 | 10月9日  | 出征航路                                 | ブラームス・コール                     |
| 1939年 | 10月24日 | 空爆の歌                                 | JOBK唱歌隊男声部                       |
| 1939年 | 10月30日 | 明治神宮國民體育大會の歌                 | 大阪音楽学校生徒                       |
| 1939年 | 11月6日  | のぼる朝日に照る月に                     | 石楠花合唱団                           |
| 1939年 | 11月13日 | 出征兵士を送る歌                         | 曙合唱団                               |
| 1939年 | 11月20日 | 空の勇士                                 | 緑の園合唱団                           |
| 1939年 | 11月27日 | 旅愁                                     | 奥田智恵子、中尾子、酒井弘、村尾護郎   |
| 1939年 | 12月6日  | 凱歌                                     | JOBK唱歌隊男声部                       |
| 1939年 | 12月13日 | 南京空爆                                 | 阿部幸次                               |
| 1939年 | 12月18日 | 紀元二千六百年                           | 中央合唱団                             |
| 1939年 | 12月26日 | 紀元二千六百年頌歌                       | 中央合唱団                             |
| 1940年 | 1月8日   | 船出の歌                                 | ユーフォニック合唱団                   |
| 1940年 | 1月15日  | 英霊讃歌                                 | アイラ・コール                         |
| 1940年 | 1月22日  | 肇國景仰の歌                             | JOBK唱歌隊女声部                       |
| 1940年 | 1月29日  | かえり道の歌                             | 徳末義子                               |
| 1940年 | 2月11日  | 誓い                                     | 立松房子、菌田誠一                     |
| 1940年 | 2月11日  | 若き妻                                   | 立松房子、菌田誠一                     |
| 1940年 | 2月11日  | 母の背は                                 | 立松房子、菌田誠一                     |
| 1940年 | 2月11日  | 蚕                                       | 立松房子、菌田誠一                     |
| 1940年 | 2月26日  | 春待草                                   | ホワイト合唱団                         |
| 1940年 | 4月8日   | 暁に祈る                                 | 内田榮一                               |
| 1940年 | 4月22日  | 弔魂歌                                   | 外山国彦                               |
| 1940年 | 5月13日  | 防空の歌                                 | 奥田良三                               |
| 1940年 | 5月20日  | 燃ゆる大空                               | 藤山一郎                               |
| 1940年 | 5月27日  | 紀元二千六百年海軍記念日の歌             | 内田榮一                               |
| 1940年 | 6月17日  | 隣組                                     | 徳山璉                                 |
| 1940年 | 6月24日  | 滿州國皇帝陛下奉迎國民歌                 | 松田トシ                               |
| 1940年 | 6月24日  | 蘭花の頌                                 | 松田トシ                               |
| 1940年 | 7月3日   | 敵前埽海者の謡                           | 内田榮一                               |
| 1940年 | 7月5日   | 新政讃頌                                 | 日本放送合唱団                         |
| 1940年 | 7月8日   | 産業報國歌                               | 木下保                                 |
| 1940年 | 7月29日  | 海の歌                                   | 永田絃次郎                             |
| 1940年 | 8月12日  | 海を渡る荒鷲                             | 矢田部勁吉                             |
| 1940年 | 8月19日  | 用心づくし                               | 日本放送合唱団                         |
| 1940年 | 8月26日  | 日本婦人の歌                             | JOBK唱歌隊女声部                       |
| 1940年 | 9月2日   | 南進男兒（児）の歌                       | JOBK唱歌男声部                         |
| 1940年 | 9月9日   | 興亞行進曲                               | 日本放送合唱団                         |
| 1940年 | 9月16日  | 国民進軍歌                               | 日本放送合唱団                         |
| 1940年 | 9月24日  | 航空日本の歌                             | 藤山一郎                               |
| 1940年 | 9月30日  | 警防團歌                                 | 伊藤武雄                               |
| 1940年 | 10月14日 | 靖國神社の頌                             | JOBK唱歌隊男声部                       |
| 1940年 | 10月21日 | 靖國神社の歌                             | 城多又兵衛                             |
| 1940年 | 10月28日 | 日本勤勞の歌                             | 沢崎定之                               |
| 1940年 | 11月26日 | 出せ一億の底力                           | JOBK唱歌隊男声部                       |
| 1940年 | 12月2日  | 火の用心                                 | 徳山璉                                 |
| 1940年 | 12月9日  | 嗚呼北白川宮殿下                         | 伊藤武雄                               |
| 1941年 | 1月13日  | 青年歌                                   | JOBK唱歌隊男声部                       |
| 1941年 | 1月20日  | 歩くうた                                 | 徳山璉                                 |
| 1941年 | 1月27日  | めんこい仔馬                             | 松原操                                 |
| 1941年 | 2月7日   | 歩くうた                                 | 徳山璉                                 |